# Magrebi felkelés
Magreb (főleg Algéria, Mauritánia és Marokkó) területén 2002 óta felkelések vannak, harcok folynak a Kavaridzs iszlamista fegyveresek és a szalafista csoport között. A GSPC Al-Káida az iszlám magrebi szervezetével szövetséget kötött az algériai kormánnyal szemben.
A szövetség létrehozott egy hadosztályt a GSPC-en belül, és vezette a Szalafista Csoport megalakítását az algériai kormány és a nyugati érdekeltséggel szemben. A konfliktus az 1991–től 2002-ig tartó algériai polgárháború folytatása, mely kiterjedt a szomszédos országokra is.

## 2010
- május 4.: 3 fegyverest megöltek, köztük "Takhoukht Jamaat" Zakaria Abdelkahart.
- május 2.: egy harcost megöltek egy összecsapásban
- április 3.: 7 biztonsági megbízottat és egy katonát megöltek egy dupla bombatámadásban, Bejaia régióban.
- március 8.: 5 katonát megöltek a Niger–Mali határnál. A felkelők rakétákkal és gépfegyverrel támadtak meg egy konvojt.[2]
- január 29.: bomba robbant egy tehervonaton. Senki sem sérült meg.[3]

## 2009
- július 30.: 14 algeriai biztonsági őrt öltek meg egy rajtaütés alkalmával.[4]
- július 17.: 18 csendőrség csapatot és egy civilt öltek meg egy támadás során Bordj Bou Arreridj mellett.

## 2008
- Az Al-Káida északi szárnya magára vállalta 20 algériai katona meggyilkolását és 30 megsebesítését.

## 2007
- szeptember 8: 30 embert megöltek, 47 megsérült egy öngyilkos autós bombatámadás során.[5]
- Algériai polgárháború